# 南門里 (金門縣)
南門里是中華民國金門縣金城鎮的一個里，北與西門里接壤，東北與北門里相接、南濱浯江溪，西臨海，人口約五千五百人。1935年實施地方自治時設後浦聯保，1950年析置南門里。